# Enfermedad del sistema nervioso central
Una enfermedad del sistema nervioso central puede afectar la médula espinal (mielopatía) o bien el cerebro (encefalopatía), los cuales son parte del sistema nervioso central.

## Partes del encéfalos

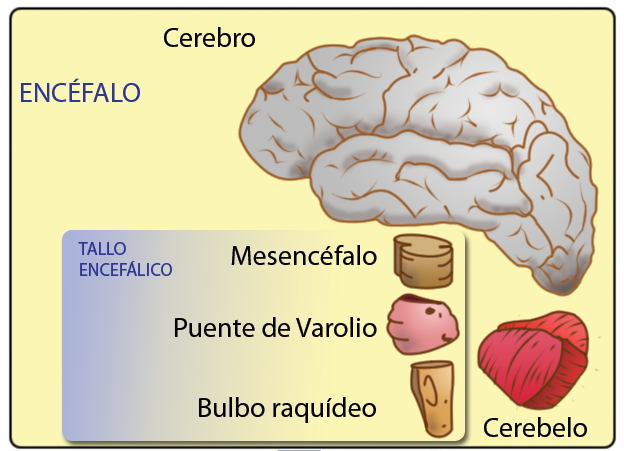
Esquema del encéfalo humano, incluyendo secciones principales del tallo encefálico.

En el embrión de cuatro semanas luego del cierre del tubo neural y la conformación de la cresta neural, se inicia el desarrollo de las tres vesículas encefálicas primarias:
1: Prosencéfalo: que se divide en 
2: Telencéfalo
3: Corteza cerebral que incluye: lóbulo occipital (la visión), lóbulo parietal (órganos de la sensación y kinésicos), lóbulo temporal (audición y cerca al hipocampo el olfato), lóbulo frontal (el juicio, la percepción y la zona motora). Los lóbulos frontal, parietal y temporal se encargan del aprendizaje y todo el córtex se encarga del lenguaje.
4: Cuerpo estriado
5: Rinencéfalo
6: Diencéfalo
7: Epitálamo: Contiene la glándula pineal, productora de melatonina.
8: Tálamo: Zona de control máximo de las sensaciones.
9: Subtálamo:El subtálamo es la estructura diencefálica situada entre mesencéfalo, tálamo e hipotálamo. Se encuentra junto al lado medial de la Cápsula Interna.
10: Hipotálamo: que comprende: quiasma óptico, tuber cinereum, tubérculos mamilares e hipófisis posterior que segrega dos hormonas: Oxitocina y Vasopresina; es el centro regulador de las emociones (Sistema Límbico) y control físico.
11: Mesencéfalo (Cerebro Medio): Posee los tubérculos cuadrigéminos que son cuatro, dos superiores o anteriores relacionados con la visión y dos inferiores o posteriores relacionados con los fenómenos auditivos y es el que filtra la información entre rombencéfalo y prosencéfalo.
12: Rombencéfalo es una porción de encéfalo que rodea al cuarto ventrículo cerebral; lo integran mielencéfalo y metencéfalo juntamente. Se encuentra localizado en la parte inmediatamente superior de la médula espinal y está formado por tres estructuras: el bulbo, la protuberancia anular o puente de Varolio, y el cerebelo. En él se encuentra, también, el cuarto ventrículo.
13: Metencéfalo
14: Cerebelo: Controla movimiento, energía muscular, postura.
15: Protuberancia o Puente de Varolio.
16: Mielencéfalo
17: Bulbo Raquídeo: (Médula Oblonga) Control de las funciones básicas como circulación de la sangre a través del corazón y respiración.

### Cerebro anterior
Es la parte más grande del encéfalo. Se divide visto desde fuera en dos hemisferios (izquierdo y derecho) y se caracteriza por su superficie con repliegues irregulares llamados circunvoluciones o giros cerebrales, más acentuados en los humanos que en cualquier otro(exceptuando casos particulares como el de los delfines) y entre ellos líneas irregulares llamadas cisuras. El cerebro, como todas las partes del sistema nervioso central contiene una sustancia blanca y una sustancia gris. Esta última se halla en menor cantidad y es la que forma la corteza cerebral. 
El cerebro a su vez, por convención y fijándose en ciertos límites marcados por algunas de las fisuras, se divide en lóbulos: frontal, parietal, temporal, ínsula y occipital. El pon (puente tronco encefálico) también es parte del encéfalo; el pon se halla por debajo del bulbo e interviene en la programación de los impulsos de uno a otro hemisferio.
En el tronco encefálico se controlan las actividades involuntarias. ej = La tos, vómito, estornudo etc 
El cerebelo interviene en la coordinación de los movimientos del cuerpo.proputa

### Bulbo raquídeo
El bulbo raquídeo es una prolongación de la médula espinal y es el órgano que establece una comunicación directa entre el encéfalo y la médula.
En el mismo nivel de la médula oblonga se entrecruzan los nervios que provienen de los hemisferios cerebrales, de modo que los que provienen del hemisferio derecho van a dirigirse al lado izquierdo del cuerpo, y viceversa. Esto explica que una persona que sufra una lesión en el hemisferio izquierdo sufra una parálisis del lado derecho del cuerpo.

## Funciones

### Médula espinal
La médula espinal transmite la recepción sensorial del sistema nervioso periférico. Asimismo, conduce la información motora de los músculos esqueléticos, los miocardios, los músculos lisos y las glándulas. Existen 31 pares de nervios espinal a lo largo de la médula espinal. Cada uno de estos nervios contiene axones sensoriales y motoros. La médula espinal está protegida por vértebras y conectan el sistema nervioso periférico con el cerebro, de forma que actúa como un centro de coordinación "menor".

### Cerebro
El cerebro capta señales tanto de la médula espinal, como de los nervios olfativos y de los nervios ópticos, para permitir que el cuerpo funcione. El cerebro está protegido por el cráneo; sin embargo, si es dañado, los resultados en el cuerpo humano pueden ser muy significativos a nivel cognitivo las enfermedades pueden llegar a afectar a todo el cuerpo cuando llega al cerebro

## Tipos de enfermedades

### Encefalitis
La encefalitis es una inflamación del cerebro. Normalmente, es causada por una sustancia extraña o por una infección viral. Los síntomas de esta enfermedad incluyen cefalea, dolor de cuello, somnolencia, náusea y fiebre. Si es ocasionada por el virus del Nilo Occidental, puede ser letal para los humanos, así como para las aves, caballos, etc.

### Meningitis
La meningitis es una inflamación de las meninges (membranas) del cerebro y de la médula espinal. La mayor parte de las veces es causada por una infección bacterial o viral. los síntomas pueden ser: Fiebre, vómitos y rigidez en el cuello.

### Paraparesia espástica tropical
El virus linfotrópico de células T humano tipo I puede causar leucemia.
El virus linfotrópico de células T Humanas, o HTLV por su acrónimo en inglés, está considerado un retroviridae (es de la familia de los virus que comprende a los retrovirus y pertenece a la subfamilia de los oncovirinae). Se denominan retrovirus porque en una parte de su ciclo vital revierten los procesos normales de la transcripción de ADN a ARN.
Los virus linfotrópicos de células T humanas tipo I y II son virus tipo C que infectan las células CD4+ humanas. La infección por HTLV – I se relaciona con dos enfermedades humanas poco frecuentes: Leucemias de células T adultas (ATLL) o linfoma y paraparesis espástica tropical. El HTLV – II no suele causar ninguna, pero en ciertos casos se vincula con la leucemia de células velludas.

### Quistes aracnoideo
Los quistes aracnoideos son líquido cefalorraquídeo cubierto por células aracnoideas que pueden desarrollarse en el cerebro o en la médula espinal. Se trata de una enfermedad congénita y, en algunos casos, puede no presentar síntomas; sin embargo, si es un quiste grande, los síntomas pueden incluir dolor de cabeza, convulsiones, ataxia (ausencia de control muscular), hemiparesia y entre otros.

### Enfermedad de Huntington
La enfermedad de Huntington es un trastorno neurológico degenerativo hereditario. La degeneración de las células neuronales ocurren por todo el cerebro, especialmente, en el núcleo estriado. Se produce un declive progresivo que resulta en movimientos anómalos.

### Enfermedad de Alzheimer
La enfermedad de Alzheimer es una enfermedad neurodegenerativa encontrada típicamente en personas mayores de 65 años. En todo el mundo, aproximadamente 24 millones de personas tienen demencia; 60% de estos casos se deben al Alzheimer. La causa principal de la enfermedad es desconocida.

### Síndrome de enclaustramiento
El síndrome de enclaustramiento o síndrome de cautiverio se debe a una lesión en el tronco cerebral que daña el puente troncoencefálico. Es una enfermedad por la que el paciente está despierto, pero sufre de parálisis de todos o casi todos los músculos voluntarios del cuerpo y no se puede comunicar o moverse.

### Síndrome de Tourette
El síndrome de Tourette es un trastorno neurológico hereditario. El inicio de la enfermedad puede presentarse durante la infancia y se caracteriza por tics físicos y verbales. La causa exacta del síndrome de Tourette, fuera de los factores genéticos, es desconocida.

### Esclerosis múltiple
La esclerosis múltiple es una enfermedad desmielinizante inflamatoria y crónica que resulta en el daño de la mielina de las neuronas. Los síntomas de la esclerosis múltiple incluyen problemas visuales y sensoriales, debilidad muscular y depresión.

### Epilepsia
Es una enfermedad provocada por un desequilibrio en la actividad eléctrica de las neuronas de alguna zona del cerebro. Se caracteriza por uno o varios trastornos neurológicos que dejan una predisposición en el cerebro a padecer convulsiones recurrentes, que suelen dar lugar a consecuencias neurobiológicas, cognitivas y psicológicas.

Cualquier discapacidad en una persona. Dependiendo de la sección del cerebro o de la médula espinal que sufra el trauma, el resultado puede ser anticipado.

### Infecciones
Las enfermedades infecciosas son transmitidas de muchas formas. Algunas de estas infecciones pueden afectar directamente al cerebro o a la médula espinal. Generalmente, una [infección] es una enfermedad que es ocasionada por la invasión de un microorganismo o un virus.

### Degeneración
Los trastornos degenerativos de la médula espinal incluyen una pérdida de sus funciones. La presión sobre la médula y los nervios espinal puede estar asociada con hernias o desplazamiento de las vértebras. La degeneración cerebral puede causar enfermedades del sistema nervioso central.

### Defectos estructurales
Los defectos estructurales más comunes incluyen defectos de nacimiento, anencefalia, hipospadias y espina bífida. Los niños nacidos con defectos estructurales pueden tener extremidades deformes, problemas cardíacos y anomalías faciales.

### Tumores
Un tumor es un crecimiento anormal del tejido corporal. En un inicio, los tumores pueden ser no cancerosos, pero si son malignos, son cancerosos. En general, aparecen cuando hay un problema con la división celular. Problemas con el sistema inmunológico puede llevar al surgimiento de tumores.

### Enfermedades autoinmunes
Una enfermedad autoinmune es una enfermedad causada porque el sistema inmunitario ataca las células del propio organismo

### Accidente cerebrovascular
Un accidente cerebrovascular es una interrupción del suministro sanguíneo del cerebro.  Ocurre cuando un vaso sanguíneo es bloqueado por una trombosis o cuando un vaso sanguíneo se rompe, lo que causa una filtración de sangre al cerebro. Si el cerebro no puede recibir suficiente oxígeno y sangre, las células cerebrales pueden morir, lo que resultaría en un daño permanente.Se puede generar una hipoxia, o perdida de oxígeno en el cerebro.

## Tipos de parálisis

### Paraplejía
La paraplejia es una enfermedad por la cual la parte inferior del cuerpo queda paralizada y carece de funcionalidad. Normalmente es resultado de una lesión medular o de una enfermedad congénita como la espina bífida. Una polineuropatía puede tener también como consecuencia la paraplejia. Si los brazos se ven afectados también por la parálisis la enfermedad se denomina tetraplejia.
Las causas de la paraplejia van desde la traumática (lesión medular grave: seccionamiento o compresión de la médula espinal, usualmente por fragmentos de hueso de una fractura vertebral o un traumatismo obstétrico en los niños o una bala, por ejemplo) a tumores (compresión crónica de la médula), mielitis transversa y esclerosis múltiple entre otros. También como consecuencia del Mal de Pott, tuberculosis de la columna vertebral descrita por Percivall Pott en 1779 y el Síndrome de Hughes-Stovin fue por escrita por los neurólogos británicos por  John Patterson Hughes y Peter George Stovin en el año 1959.
Cualquier enfermedad que afecte al sistema piramidal de la médula espinal desde la vértebra dorsal hacia abajo puede acabar en una paraplejia, ya que esta estructura transmite las "instrucciones" del movimiento desde el cerebro a los órganos efectores. Esta es la causa más común de paraplejia. Un efecto secundario común de la paraplejia es la espasticidad, un trastorno motor del sistema nervioso en el que algunos músculos se mantienen permanentemente contraídos. Dicha contracción provoca la rigidez y acortamiento de los músculos e interfiere sus distintos movimientos y funciones.
Es rara la paraplejia que es causada por una lesión en los nervios que suministran a las piernas. Esta forma de lesión no suele ser simétrica y podría no causar paraplejia. La polineuropatía puede causar paraplejia si las fibras motoras se ven afectadas. Aunque en teoría los brazos podrían verse afectados también, las fibras que abastecen a las piernas son más largas y por lo tanto más vulnerables.

### Tetraplejía
La tetraplejía o cuadriplejia es un signo clínico por el que se produce parálisis total o parcial de brazos y piernas causada por un daño en la médula espinal, específicamente en alguna de las vértebras cervicales. En algunos casos,siguiendo una rehabilitación intensiva, se puede recuperar algo de movilidad.
Cualquier daño a la médula espinal es una lesión muy compleja. Cada lesión es diferente y puede afectar el cuerpo en varias formas diferentes.
La tetraplejia a consecuencia de una lesión cervical, es quizás el tipo más difícil de trauma de columna en cuanto a rehabilitación e inserción a la sociedad se refiere. Básicamente la médula espinal es como un canal donde se trasladan las órdenes del cerebro hacia las extremidades del cuerpo, por lo cual mientras más alta sea la lesión, más difícil será el tratamiento debido a que aumenta el número de miembros sin control. Actualmente cuando se ha asentado el trauma, este es irreversible aunque no se descarta que en un futuro no muy lejano la ciencia encuentre el modo de revertir las consecuencias puesto que ahora se investiga con las células madre.
Las primeras siete vértebras en el cuello se llaman cervicales. La primera vértebra de arriba es la C1, la siguiente es la C2, etc. Las lesiones medulares cervicales normalmente causan pérdida de funciones en los brazos y piernas, resultando una cuadraplejia. 
- las lesiones por encima de C4 pueden llevar a la persona a necesitar  ventilación mecánica para ayudarle a respirar
- las lesiones a nivel C5, a menudo conservan el control de hombros y bíceps, pero no controlan la mano o el puño
- cuando son en C6, permiten el control del puño, mas no la funcionalidad de la mano
- las personas con lesión C7 pueden estirar los brazos, pero aún pueden presentar problemas de destreza en el uso de la mano y dedos.